# Moucherolle cendré
Contopus cinereus
Espèce
Synonymes
- Platyrhynchus cinereus

Statut de conservation UICN

 LC  : Préoccupation mineure
Le Moucherolle cendré (Contopus cinereus) est une espèce de passereau placée dans la famille des Tyrannidae.

## Systématique
Le Moucherolle cendré a été décrit en 1825 sous le nom scientifique de Platyrhynchus cinereus par Johann Baptist von Spix.

## Sous-espèces
Cet oiseau est représenté par 7 sous-espèces.
- Contopus cinereus cinereus : du Sud-Est du Brésil (de l'État de Bahia à celui de Paraná) à l'Est du Paraguay et au Nord-Est de l'Argentine ;
- Contopus cinereus pallescens (Hellmayr, 1927) : depuis l'extrême Sud-Est du Pérou jusqu'à l'Est du Brésil, à la Bolivie et au Nord-Ouest de l'Argentine ;
- Contopus cinereus bogotensis (Bonaparte, 1850) : Colombie, Nord du Venezuela et Trinidad ;
- Contopus cinereus surinamensis F. P. Penard & A. P. Penard, 1910 : du Sud du Venezuela aux Guyanes et au Nord-Est du Brésil ;
- Contopus cinereus brachytarsus (P. L. Sclater, 1859) : du Sud-Est du Mexique (États d'Oaxaca et de Veracruz) au Panama ;
- Contopus cinereus rhizophorus (Dwight & Griscom, 1924) : littoral aride de la côte pacifique de l'Ouest du Costa Rica (province de Guanacaste) ;
- Contopus cinereus aithalodes Wetmore, 1957 : île Coiba (Panama).

De plus, le Moucherolle de Puna (Contopus punensis) est considéré par certains auteurs comme conspécifique avec le Moucherolle cendré, faisant ainsi de lui une 8e sous-espèce. La base de données ITIS lui donne le nom de  Contopus cinereus punensis.